# La Chapelle-d'Alagnon

La Chapelle-d'Alagnon este o comună în departamentul Cantal, Franța. În 1 ianuarie 2022 avea o populație de 258 de locuitori.